# Elliot Stenmalm
Elliot Vincent Henrik Stenmalm, más conocido como Elliot Stenmalm, (Växjö, 4 de mayo de 2002) es un jugador de balonmano sueco que juega de lateral izquierdo en el IFK Kristianstad.
Disputó el Campeonato Europeo de Balonmano Masculino Sub-19 de 2021, donde además fue nombrado el mejor lateral izquierdo de la competición, tras haber sido el máximo goleador del certamen con 61 goles.
Es hermano del también balonmanista Philip Stenmalm.

## Palmarés

### Kielce
- Liga de Polonia de balonmano (1): 2023

## Clubes
| Club             | País    | Año         |
| ---------------- | ------- | ----------- |
| Redbergslids IK  | Suecia  | 2018 - 2022 |
| Vive Kielce      | Polonia | 2022 - 2023 |
| Ystads IF        | Suecia  | 2023 - 2024 |
| IFK Kristianstad | Suecia  | 2024 - Act. |